# Tipula (Eumicrotipula) petalura
Tipula (Eumicrotipula) petalura is een tweevleugelige uit de familie langpootmuggen (Tipulidae). De soort komt voor in het Neotropisch gebied.